# Einar Waag
Einar Fróvin Waag (29. juni 1894 i Klaksvík - 6. juni 1989) var en færøsk forretningsmand og politiker (JF). Waag overtog stillingen som direktør i bryggeriet Föroya Bjór i Klaksvík efter sin far, og videregav senere stillingen til sin egen søn Einar Waag.
Fra 1943 til 1947 var han kommunalbestyrelsesmedlem i Klaksvíkar kommuna. På trods af sin fremtrædende sociale position lå Waag politisk til venstre for midten og repræsenterede det socialdemokratiske Javnaðarflokkurin i Lagtinget fra 1950 til 1954, indvalgt fra Norðoyar. Han var senere partiformand under overgangsfasen fra Peter Mohr Dams død i 1968 til Jákup Frederik Øregaard blev valgt som ny formand i 1969.